# 高敞警察署
高敞警察署（コチャンけいさつしょ）は、全北地方警察庁所管の警察署である。

## 管轄区域
- 高敞郡

## 沿革
- 1945年10月21日 - 開署
- 1998年12月26日 - 現在の庁舎が竣工。

## 組織
- 警務課
- 生活安全交通課
- 捜査課
- 情報保安課

## 管轄派出所
- 牟陽派出所
- 海里派出所
- 上下派出所
- 心元派出所
- 興徳派出所
- 大山派出所
- 茂長派出所
- 雅山派出所
- 富安派出所
- 孔音派出所
- 星松派出所

## 管轄治安センター
- 古水治安センター
- 上下治安センター
- 心元治安センター
- 星内治安センター
- 新林治安センター
- 禅雲山移動治安センター